# Unitary authority
Unitary authority (pol. jednolita jednostka administracyjna) – forma samorządu terytorialnego występująca w Anglii, łącząca w sobie kompetencje dystryktu i hrabstwa. W pewnym uproszczeniu można ją przyrównać do polskiego miasta na prawach powiatu. Status taki otrzymują zazwyczaj miasta i dystrykty na tyle duże, by móc wypełniać we własnym zakresie zadania przypisane zwykle hrabstwom, a także hrabstwa na tyle małe, że niecelowe jest tworzenie w nich dystryktów jako niższych szczebli samorządu. Każda z authorities przypisana jest do jednego z hrabstw ceremonialnych (o ile nie stanowi samodzielnego hrabstwa ceremonialnego).
W szerszym znaczeniu pojęcie unitary authority może oznaczać w języku angielskim każdą formę samorządu terytorialnego, która wypełnia na jednym szczeblu wszystkie zadania przypisane w danym państwie lub jego części władzom samorządowym. W Szkocji, Walii i Irlandii Północnej cały samorząd lokalny jest jednostopniowy, stąd każda z tamtejszych jednostek administracyjnych jest de facto unitary authority, jednak na tych obszarach na co dzień używane są inne określenia jednostek samorządu (np. council areas w Szkocji czy principal areas w Walii).